# Masacre de Boyd
La Masacre de Boyd ocurrió en diciembre de 1809 cuando residentes maoríes de Whangaroa Harbour en el norte de Nueva Zelanda mataron y se comieron entre 66 y 70 ingleses, probablemente como venganza por los azotes recibidos por un joven jefe maorí por parte de la tripulación del barco Boyd. Este se cree que fue el incidente en el que el mayor número de ingleses murieron a manos de los maoríes, además de ser uno de los casos de canibalismo más sangrientos jamás registrado. En represalia, balleneros ingleses atacaron la isla de Pa del jefe Te Pahi a unos 60 km al sureste y un inglés murió en la lucha. La noticia de estos eventos retrasaron la llegada de los primeros misioneros al país, y provocaron que las visitas de barcos a las islas cayeran a "casi cero" en los siguientes años.

## Antecedentes
El Boyd era un bergantín de 395 toneladas de transporte de convictos que zarpó desde Sydney Cove en Australia en dirección a Whangaroa en la costa este de la Península Northland de Nueva Zelanda para recoger vergas de kauri. Estaba bajo el mando del Capitán John Thompson y llevaba aproximadamente 70 personas a bordo.
Te Ara, el hijo de un jefe maorí de Whangaroa, pidió trabajar en el barco. Mientras lo hacía, ocurrió un incidente en el cual terminó siendo azotado. Una de las fuentes afirma que rehusó seguir órdenes, porque según él se encontraba mal de salud y era de sangre noble. Otra fuente indica que el cocinero del barco arrojó por la borda cucharas de peltre y acusó a Te Ara de habérselas robado para evitar ser azotado. Alexander Berry, en una carta que describía los eventos, dijo: "El capitán actuó algo apresuradamente en castigar un pequeño robo". Luego de llegar a Whangaroa, Te Ara reportó estas indignaciones a su tribu y les mostró las marcas de los azotes en su espalda. Según las costumbres maoríes, crearon un plan para realizar "utu" (venganza). Bajo la ley británica, la palabra del maestro era ley y los azotes eran un castigo común para todos los crímenes menores en ese entonces. Una persona británica podía ser colgada legalmente por robar bienes valuados en 5 chelines. Había 160 crímenes que eran castigados con la horca. Según la tradición maorí, el hijo de un jefe era una figura privilegiada que no se sometía ante la autoridad de nadie. El castigo físico del hijo de un jefe, aunque haya sido justificado bajo la ley británica, provocó que el jefe pierda la honra (o "maná"). Según las normas maoríes, esta acción requería una retribución violenta.

## La masacre
Tres días después de la llegada del Boyd, los maoríes invitaron al capitán Thompson a que sigan sus canoas para encontrar árboles kauri apropiados. Thompson, su primer oficial y otros tres siguieron las canoas hasta la entrada del río Kaeo. El resto de la tripulación se quedó en el barco con los pasajeros, preparando el navío para el viaje a Inglaterra.
Cuando los botes estaban fuera de la vista del Boyd, los maoríes atacaron a los pākehā (extranjeros), matándolos a todos con palos y hachas. Los maoríes les quitaron todas las ropas occidentales a las víctimas y un grupo las usó como disfraces. Otro grupo llevó los cuerpos a su aldea para comérselos.
Al anochecer, el grupo que estaba de incógnito se subió a una canoa y cuando cayó la noche se acercaron al costado del Boyd y fueron recibidos por la tripulación. Otras canoas maorí estaban esperando la señal para atacar. El primero en morir fue un oficial del barco; los atacantes luego se escabulleron por un costado de la cubierta, matando a toda la tripulación mientras pasaban desapercibidos en la oscuridad. Los pasajeros luego fueron llamados a la cubierta para ser matados. Cinco personas se escondieron en la parte superior del mástil, desde donde fueron testigos de la descuartización de los cuerpos de sus amigos y colegas.
A la mañana siguiente los sobrevivientes vieron a una canoa grande en la que estaba el Jefe Te Pahi entrar al puerto desde la Bahía de las Islas. El jefe había llegado a la zona para comerciar con los maoríes de Whangaroa. Los europeos hicieron señales a la canoa de Te Pahi pidiendo ayuda. Luego de que Te Pahi recogió a los sobrevivientes del Boyd, se dirigieron a la costa, pero dos canoas whangaroa los siguieron. Mientras que los sobrevivientes se escapaban a lo largo de la playa, Te Pahi observó como todos menos uno fueron alcanzados y matados por quienes los seguían.

## Sobrevivientes europeos
Cinco personas sobrevivieron a la masacre: Ann Morley y su bebé, en un camarote; el aprendiz Thomas Davis (o Davison), quien se ocultó en la bodega; el segundo oficial; y Betsy Broughton de dos años, quien fue llevada por un jefe local que puso una pluma en su cabello y se la quedó por tres semanas antes de que la rescataran. El segundo oficial fue muerto y comido cuando ya no lo necesitaron para fabricar anzuelos.

## Destrucción del Boyd

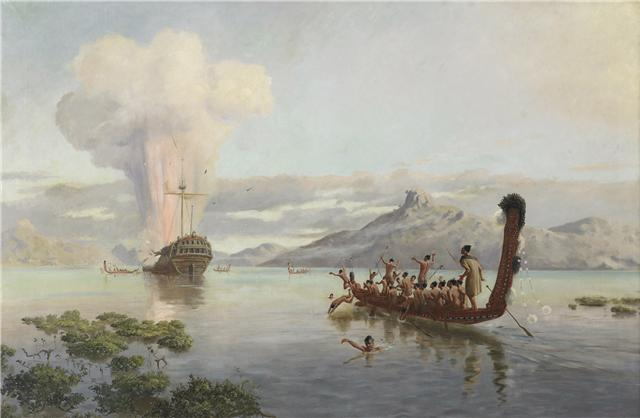
The Blowing Up of the Boyd (La Explosión del Boyd) de Louis John Steele.

Los maoríes de Whangaroa remolcaron el Boyd hacia su aldea hasta que encalló en la marisma cerca de Motu Wai (Isla Roja). Pasaron varios días saqueando la nave, arrojando harina, salmuera, y botellas de vino por la borda. Los maoríes estaban interesados en un cargamento grande de mosquetes y pólvora.
Unos 20 maoríes esparcieron barriles de pólvora y trataron de hacer funcionar los mosquetes. El jefe Piopio encendió una piedra de fusil, prendiendo así la pólvora y causando una explosión masiva que lo mató a él y a otros nueve maoríes en forma instantánea. El fuego se esparció por la carga de aceite de ballena y poco después lo único que quedó del Boyd fue su casco quemado. Los maorí declararon al casco tapu, sagrado o prohibido.

## Rescate
Cuando las noticias de la masacre llegaron a los asentamientos europeos, el Capitán Alexander Berry partió en una misión de rescate a bordo del City of Edinburgh. Berry rescató a los cuatro sobrevivientes, Ann Morley, su bebé, Thomas Davis (o Davison) y Betsy Broughton.
La tripulación del City of Edinburgh encontró montones de huesos humanos en la costa, muchos de ellos con evidencias de canibalismo.
El Capitán Berry capturó a dos jefes maorí responsables por la masacre, primero reteniéndolos para exigir el regreso de los sobrevivientes. Seguidamente, luego de que los sobrevivientes fueron devueltos, Berry los amenazó diciendo que serían llevados a Europa para pagar por sus crímenes si no entregaban los documentos del Boyd. Luego de que les entregaron los papeles liberó a los jefes. Una de las condiciones de su liberación fue que sean "bajados de rango y recibidos entre sus esclavos", aunque nunca esperó que esta condición sea cumplida. Expresaron gratitud por su misericordia. El gesto de Berry evitó un mayor derramamiento de sangre - algo inevitable si los jefes hubiesen sido ejecutados.
Las cuatro personas rescatadas fueron llevadas a bordo del barco de Berry que se dirigía al Cabo de Buena Esperanza. Sin embargo, el barco se enfrentó a tormentas y fue dañado, y luego de ser reparado llegó a Lima, Perú. La Sra. Morley murió mientras estaba en esta ciudad. El muchacho llamado Davis o Davidson, viajó desde Lima hasta Inglaterra a bordo del Archduke Charles, y luego trabajó para Berry en Nueva Gales del Sur. Se ahogó mientras exploraba junto a Berry la entrada al río Shoalhaven en 1822. La hija de la Sra. Morley y Betsy Broughton fueron llevadas por Berry hasta Río de Janeiro, desde donde regresaron a Sídney en mayo de 1812 a bordo del Atalanta. Betsy Broughton se casó con Charles Throsby, el sobrino del explorador Charles Throsby, y murió en 1891.

## Eventos posteriores
En marzo de 1810, marineros de cinco barcos balleneros lanzaron un ataque en venganza. Su objetivo era el Pā de Rangihoua, que le pertenecía al Jefe Te Pahi, el jefe que aparentemente trató de rescatar a los sobrevivientes del Boyd y luego los vio morir. Te Pahi luego aceptó uno de los botes pequeños del Boyd y algunas otras cosas, y su nombre puede que haya sido confundido con el de Te Puhi, quien fue uno de los arquitectos de la masacre. En el ataque murieron entre 16 y 60 maoríes y un marinero. Te Pahi, quien sufrió heridas en el cuello y el pecho, se dio cuenta de que los marineros lo habían atacado por las acciones de los maoríes de Whangaroa. Reunió al resto de sus guerreros y atacó Whangaroa, en donde murió a punta de lanza un poco antes del 28 de abril.
Las noticias de la Masacre de Boyd llegaron a Australia y Europa, retrasando una visita de misioneros, que ya estaba programada, hasta 1814.  Un panfleto fue impreso y circulado en Europa advirtiendo a la gente de que no visiten "esa costa maldita" de Nueva Zelanda por el riesgo de ser comido por caníbales.
Los viajes en barco a Nueva Zelanda "cayeron hasta casi cero" durante los tres años siguientes.